# Peter Ilsted
Peter Vilhelm Ilsted (født 14. februar 1861 i Sakskøbing, død 16. april 1933 i København) var en dansk genremaler. Han var søn af købmand Jens Peter Ilsted (født 16. april 1832) og Johanne Sophie født Lund (født 6. juli 1834).
Ilsted fik skoleundervisning i en privatskole i Stubbekøbing, som forældrene var flyttet til i 1863. Som 16-årig tog han den udvidede præliminæreksamen ved Universitetet, var derefter et halvt års tid i malerlære og besøgte samtidig det tekniske institut, indtil han 1878 kom ind på Kunstakademiet, hvis klasser han gennemgik i fem år. 
Han debuterede på Forårsudstillingen i 1883 med et portræt og vandt to år efter den lille guldmedalje, hvorefter han tiltrådte en rejse over Italien til Ægypten, Palæstina, Grækenland og Tyrkiet. Senere har han besøgt Skotland, England, Holland, Belgien, Spanien, Marokko og Frankrig. Med kultusministeriel understøttelse rejste han til Verdensudstillingen i Paris 1889 og havde endelig to år efter et akademisk stipendium, som han brugte til en rejse til Italien og Paris.
Ved søsterens ægteskab med Vilhelm Hammershøi kom til at stå den hammershøiske kreds nær, og blev påvirkedet af denne i kunstnerisk henseende. I sin kunst har Ilsted navnlig gjort sig bemærket ved sine smukke interiører, så han kan kaldes "Interiørmaler" i udmærket forstand. Hans farve er fin og nobel, hans behandling af clairobscur'et fortræffelig, ligesom hans figurer er udtryksfulde og karakteristiske. 
|  |  | Af hans arbejder kan fremhæves En skjærmydsel (udstillet 1890), der blev belønnet med årsmedaljen og indkøbt af Den Kongelige Malerisamling, samt Canthareller (1893). Ilsted blev 1893 ansat som assistent ved Akademiets modelskole og dens forberedelsesklasse. Han giftede sig 5. maj 1892 med Ingeborg Lovisa Petersen, datter af apoteker K. Tullin Petersen i København og Maren Andrea født Thomsen. |

## Billeder
| - Andre værker af Peter Ilsted - Spisestuen, ca. 1887 - En ung pige i en rosenhave, 1889 - Interiør med kunstnerens hustru, Ingeborg Ilsted, ca. 1891 - To småpiger ved bordet, aftenstemning, 1904 |

| - Kaffeslabberas, 1904 - Unge piger venter ved vinduet, 1906 - Interiør med sollys gennem vinduet og en ung pige, der læser et brev, 1908 - Interiør med kvinde i rød bluse siddende ved et spinet, 1910 - Den åbne dør, 1912 - Portræt af kunstnerens datter Ellen, 1900'erne ? - Interiør med kunstnerens kone Ingeborg Mellem 1879 og 1933 - Byparti fra Sydeuropa. Mellem 1879 og 1933 - Portræt af fiskeren Jeppe Mellem 1879 og 1933 - Ilsteds søster Ida, som blev gift med Vilhelm Hammershøi Mellem 1879 og 1933 |